# Fabio Arcidiácono
Fabio Arcidiácono es ex-actor y peluquero argentino radicado en España. Ha aparecido en numerosas revistas.

## Biografía
Antes de meterse en el mundo de la actuación y la televisión, era un peluquero de personajes famosos. Cuando trabajaba para TVE, peinó a la reina Letizia, que hasta entonces era princesa.
También ha llegado a peinar al actor Imanol Arias durante su rodaje en Cuéntame.
En su etapa como peluquero, cuando vivía en Argentina, una mujer falleció mientras la peinaba. Ese terrible suceso fue reflejado en un episodio de la serie La que se avecina.

## Carrera como actor
Fabio Arcidiácono dejó de peinar a famosos para interpretar al empleado de la peluquería en la serie La que se avecina. Su carrera en el medio televisivo no ha ido demasiado bien, ya que hasta el momento solamente ha participado en dicha serie. Apareció como personaje principal en la primera temporada y como episódico en la segunda. Finalmente abandonó la serie, habiendo aparecido en un total de 14 capítulos.

## Filmografía
| Serie de televisión | Serie de televisión | Serie de televisión | Serie de televisión |
| Año                 | Serie               | Papel               | Episodios           |
| ------------------- | ------------------- | ------------------- | ------------------- |
| 2007-2008           | La que se avecina   | Fabio Sabatini      | 14 episodios        |